# 빙엄턴 럼블포니스
빙엄턴 럼블포니스(Binghamton Rumble Ponies)는 미국 뉴욕주 빙엄턴을 연고지로 하는 마이너 리그 베이스볼 팀이다. 이스턴 리그 소속이며, 뉴욕 메츠의 더블 A 팜 팀이다.
전신팀은 윌리엄스포트 빌스로, 1987년 창단되어 다음해까지 클리블랜드 인디언스 산하에서 있었다가, 1989년부터 1990년까지 시애틀 매리너스에 있었다. 1991년에 메츠가 이 팀을 사들여 현재까지 지금의 팀명으로 운영하고 있다.